# روبرت د. كليفتون
روبرت د. كليفتون (بالإنجليزية: Robert D. Clifton)‏ هو سياسي أمريكي، ولد في 31 ديسمبر 1968 في الولايات المتحدة. حزبياً، نشط في الحزب الجمهوري. وقد انتخب Director of the Monmouth County Board of Chosen Freeholders ‏ وانتخب عضو جمعية نيوجيرسي العامة.